# Clifton (Tennessee)
Clifton è un comune degli Stati Uniti d'America, situato nello Stato del Tennessee, nella Contea di Wayne.